# Piacihorje
Piacihorje (biał. Пяцігор’е; ros. Пятигорье) – przystanek kolejowy w pobliżu miejscowości Biareża, w rejonie dzierżyńskim, w obwodzie mińskim, na Białorusi. Leży na linii Moskwa - Mińsk - Brześć.